# Machaonia
Machaonia es un género con 45 especies descritas de plantas fanerógamas perteneciente a la familia de las rubiáceas.
Es nativa de América tropical y de Tailandia a Nueva Guinea.

## Descripción
Son árboles y arbustos que alcanzan un tamaño de hasta 8 m de alto, a veces escandentes, glabrescentes, a veces armados con espinas; plantas hermafroditas. Hojas opuestas, elípticas a ovadas, 4–9 cm de largo y 1.5–5 cm de ancho, ápice brevemente acuminado a redondeado, base cuneada a truncada, papiráceas, nervios secundarios 5–7 pares, con domacios; pecíolos 3–12 mm de largo; estípulas interpeciolares, triangulares, 2.5–4 mm de largo, persistentes. Inflorescencias terminales, paniculadas, piramidales a redondeadas, 4–14 cm de largo y de ancho, pedúnculos 1–6 cm de largo, brácteas lanceoladas a triangulares, 2–8 mm de largo, flores subsésiles en címulas o glomérulos; limbo calicino 0.5–1.5 mm de largo, 5-dentado; corola infundibuliforme, barbada en la garganta, blanca a verde pálida, tubo 1.5–3 mm de largo, lobos 5, 1–2 mm de largo, triangulares, quincunciales; ovario 2-locular, óvulo 1 por lóculo. Frutos esquizocárpicos, secos, elipsoide-oblongos, cartáceos a leñosos, 5–7 mm de largo y 2–3 mm de ancho; mericarpos 2, indehiscentes, separándose de un carpóforo más o menos persistente.

## Taxonomía
El género fue descrito por Humb. & Bonpl. y publicado en Plantae Aequinoctiales 1: 101. 1808[1806]. La especie tipo es: Machaonia acuminata
Etimología
Machaonia: nombre genérico que fue nombrado por   Humboldt y  Bonpland en 1806 en su libro, Plantae Aequinoctiales. El género se refiere a Macaón, el hijo de Asclepio de la Mitología Griega.

## Especies
| - Machaonia acuminata Humb. & Bonpl. - ceiba blanca de Guayaquil - Machaonia acunae - Machaonia brasiliensis - Machaonia calcicola - Machaonia coulteri - Machaonia cymosa - Machaonia dumosa - Machaonia fasciculata - Machaonia floribunda - Machaonia galeottiana - Machaonia grandis - Machaonia hahniana - Machaonia haitiensis - Machaonia havanensis - Machaonia leonardorum - Machaonia lindeniana - Machaonia littoralis - Machaonia martineziorum - Machaonia martinezorum - Machaonia martinicensis - Machaonia micrantha - Machaonia microphylla | - Machaonia minutifolia - Machaonia nipensis - Machaonia ottonis - Machaonia pauciflora - Machaonia peruviana - Machaonia portoricensis - Machaonia pringlei - Machaonia pubescens - Machaonia rotundata - Machaonia spinosa - Machaonia subinermis - Machaonia sulphurea - Machaonia tiffina - Machaonia trifurcata - Machaonia tysonii - Machaonia urbaniana - Machaonia urbinoi - Machaonia variifolia - Machaonia velutina - Machaonia veracruseana - Machaonia williamsii - Machaonia woodburyana |